# مخلاف جرش
مخلاف جرش أحد مخاليف اليمن  .
وجرش مدينة اثرية تقع في منطقة عسير في محافظه احد رفيدة 15 كيلو جنوب خميس مشيط.

## خلفية
كان إقليم اليمن يُقسم من قبل الجغرافيين إلى العديد من المخاليف، من ضمنها مخلاف جرش.
- عند قدوم الإسلام، خرج وفد جرش حتى قدموا على رسول الله صلى الله عليه وسلم فأسلموا، وحمى لهم حول قريتهم، على أعلام معلومة، للفرس والراحلة وللمثيرة، وبقرة الحرث، فمن رعاه من الناس فمالهم سحت، فقال في تلك الغزوة رجل من الأزد ، وكانت خثعم تصيب من الأزد في الجاهلية، وكانوا يعدون في الشهر الحرام:[7]

وكان لأهل جرش دور فعال مع واليهم عبد الله بن ثور  في قتال أهل اليمن الذين ارتدوا عقب وفاة النبي.
ووردت عدة أخبار تشير إلى جرش في السنة النبوية منها حديث عن عبد الله بن عباس: «نَهَى النبيُّ صَلَّى اللَّهُ عليه وَسَلَّمَ أَنْ يُخْلَطَ التَّمْرُ وَالزَّبِيبُ جَمِيعًا، وَأَنْ يُخْلَطَ البُسْرُ وَالتَّمْرُ جَمِيعًا، وَكَتَبَ إلى أَهْلِ جُرَشَ يَنْهَاهُمْ عن خَلِيطِ التَّمْرِ وَالزَّبِيبِ. وفي روايةٍ: بهذا الإسْنَادِ في التَّمْرِ وَالزَّبِيبِ، وَلَمْ يَذْكُرِ البُسْرَ وَالتَّمْرَ.»
اشتهر مخلاف جرش قديمًا بالصناعات الحربية، مثل صناعة الدبابات والمجانيق. والدبابات التي كانوا يصنعونها هي آلة من الخشب مغطاة بجلود البقر يدخل فيها الرجال، ويقربونها من الحصن المحاصر لينقبوه، وهي تقيهم مما يرمى عليهم من حجارة. أما المجانيق والعرادات فهي من آلات الحصار التي ترمى بواسطتها الحجارة الثقيلة على الأسوار. ويذكر أن الأغنياء من أهل مكة المكرمة والطائف وغيرهم من حواضر شبه الجزيرة العربية كانوا يذهبون إلى بلاد جرش ليتعلموا بعض الصناعات الحربية، قصد حماية أنفسهم وأموالهم، وممن ذهب إلى هناك أيام الرسول صلى الله عليه وسلم عروة بن مسعود الثقفي، وغيلان بن سلمة اللذان سارا إلى جرش وأقاما فيها يتعلمان صناعة العرادات والدبابات أثناء محاصرة الرسول صلى الله عليه وسلم لمدينة الطائف. وهذه الرواية وغيرها من الروايات تؤكد ما كانت تحتله جرش من مكانة مهنية، خاصة في المهن الحربية».
قال البكري عن جرش: «ولها أعمال تنسب إلى المخاليف والأعراض»، وذكر جرش على أنها من المخاليف الواقعة في تلك الأجزاء. أما اليعقوبي في كتابه (البلدان) وتحت عنوان (من مكة إلى اليمن) فقد ذكر العديد من الأعمال والمخاليف ومن ضمنها جرش، وفي فصل مستقل لابن رسته سماه "الأقاليم السبعة، وأسماء مدنها المشهورة"، ذكر في الإقليم الأول العديد من مدن جنوب شبه الجزيرة العربية وكانت جرش من ضمنها، وأشار ابن خرداذبة إلى مخاليف مكة المكرمة، فذكر جرش على أنها من المخاليف التابعة لولاية مكة، وأشار الإدريسي إلى كل من نجران وجرش فقال: «هما مدينتان متقاربتان في الكبر وبهما نخل وبهما مدابغ للجلود...». وأشار البكري وياقوت الحموي وابن منظور إلى جرش فقالوا: «هو موضع باليمن»، ولكن ابن منظور زاد في حديثه قائلاً: «... هو من مخاليف اليمن من جهة مكة، ويوجد في الإقليم الأول، وهو مدينة عظيمة وولاية واسعة». وتعتبر جرش قاعدة المخلاف، من أهم المراكز الحضارية الواقعة شمال نجران وجنوب مكة المكرمة.
العهد الجمهوري